# Gare de Virton-Ville
Ne doit pas être confondu avec la gare de Virton, anciennement Virton-Saint-Mard.
La gare de Virton-Ville est une ancienne gare ferroviaire belge de la ligne 155, de Marbehan à Écouviez. Elle a été la première gare desservant la ville de Virton, dans la province de Luxembourg, en Région wallonne.
Mise en service en 1873 par la Compagnie de Virton, elle ferme aux voyageurs en 1951 et aux marchandises en 1953. Les bâtiments sont démolis.

## Situation ferroviaire
Établie à 206 m d’altitude, la gare de Virton-Ville est située au point kilométrique (PK) 23,9 de la ligne 155, de Marbehan à Écouviez (F) entre la halte de Pierrard École et la gare de Virton (Saint-Mard).

## Histoire
Au milieu du XIXe siècle, le développement des chemins de fer en Belgique place progressivement les grandes villes du pays sur la carte du réseau ferroviaire. Néanmoins, en dépit de plusieurs projets restés sans lendemain, les arrondissements de Virton et Maaseik restent à l’écart, poussant le ministre des finances Walthère Frère-Orban à soumettre un projet de concession ferroviaire reliant Virton et Montmédy à la ligne du Luxembourg. La Compagnie du chemin de fer de Virton est constituée en 1868 et attend 1870 pour entamer les travaux. La situation évolue lorsque Simon Philippart — proche du banquier Nicolas Parent-Pêcher qui administre la Compagnie de Virton — s’intéresse au projet de chemin de fer d’Athus à la Meuse, se prolongeant vers Charleroi.
La ligne de Marbehan à Virton est livrée à l’exploitation par la Compagnie de Virton le 9 novembre 1872. Un train de voyageurs avait circulé sur la ligne inachevée le 11 juin pour acheminer les électeurs jusqu’au chef-lieu de Virton ; ce trajet étant effectué par la route entre Virton et le village de Laclaireau.
Le trafic des marchandises peut finalement débuter le 21 avril 1873 et celui des voyageurs le 28 mai, donnant lieu à d’importantes festivités.
La station de Virton-Ville, desservie par deux allers-retours de voyageurs chaque jour, est alors le terminus de la ligne, tant que la ligne vers la frontière française n’est pas réalisée. Son emplacement n’est toutefois pas jugé compatible avec la ligne vers Athus et la Meuse. Il est donc décidé de réaliser la jonction entre les deux lignes en amont et de construire une gare plus vaste à cet endroit, la gare de Virton-Saint-Mard, qui verra aussi arriver les trains venant de Montmédy. La faillite du groupe Philippart en 1877 met un coup d’arrêt à la construction de l’Athus-Meuse pour le compte de l’État. Ce dernier fait reprendre les travaux et songe à nationaliser la Compagnie de Virton, dont la situation financière n’a jamais été profitable, et qui est en désaccord avec le gouvernement.
Les deux parties arrivent finalement à un accord en la matière de la loi du 26 août 1880 qui prévoit le rachat du réseau au terme de l’achèvement des travaux. L’État doit finalement participer à la construction et livre à l’exploitation la section de Virton à Lamorteau le 15 mars 1881. La nouvelle gare de Virton-Saint-Mard et la section de Signeulx à Bertrix et Gedinne de l’Athus-Meuse sont quant à eux en service depuis le 20 décembre 1880. 
Plus proche du centre de la ville, mais uniquement accessible aux trains de la ligne 155, Virton-Ville dispose de deux voies à quai, d’un magasin pour les marchandises, d’une écurie de quarantaine pour les animaux à destination de l’abattoir voisin et d’un second magasin, sur le quai opposé, non loin du passage à niveau, lequel est pourvu de deux maisons de garde. Comme toutes les gares de la Compagnie de Virton, le bâtiment des recettes appartient au plan type 1873 des Chemins de fer de l’État belge.
Virton-Saint-Mard, ainsi nommée car elle a été construite dans la plaine entre Virton et le village de Saint-Mard sera de son côté doté de nombreuses voies de garage, d’un dépôt de locomotives et d’un bâtiment plus monumental.
Après plusieurs projets sans lendemain émis autour de 1910 qui visaient à faire de la ligne Virton - Marbehan un axe à double voie parcouru par de lourds trains de minerai entre l’Est de la France et Liège, cette section de ligne ne voit plus passer que des trains de marchandises locaux et de voyageurs omnibus. La SNCB décide de supprimer ces derniers en 1951 et ferme aux marchandises la ligne entre Ethe et Virton qui a subi des dégâts lors de la Seconde Guerre. Les autres sections de la ligne sont à leur tour désaffectées entre 1960 et 2016 à l’exception de celle entre Virton (Saint-Mard) et la papeterie Burgo Ardennes.

## Patrimoine ferroviaire
Bien que les rails aient été arrachés en 1956, le bâtiment principal de la gare de Virton-Ville était encore présent en 1984. Il a été démoli par la suite.
Les deux maisons de garde, l’une de type standard et l’autre à deux étages, sont toujours visibles en 2022, la plus haute ayant été accolée à un pavillon de plain-pied et des garages. La ligne 155 possède plusieurs de ces bâtiments à la hauteur inhabituelle sur les chemins de fer belges.
Un chemin du réseau RAVeL a été créé sur l’ancienne ligne 155 entre Virton et Croix-Rouge.